# دشتي (أصفهان)
دشتي هي قرية في مقاطعة أصفهان، إيران. عدد سكان هذه القرية هو 2,730 في سنة 2006.